# Stichopogon nigritus
Stichopogon nigritus är en tvåvingeart som först beskrevs av Paramonov 1930.  Stichopogon nigritus ingår i släktet Stichopogon och familjen rovflugor. Inga underarter finns listade i Catalogue of Life.